# Festival de Sanremo 2018
Le soixante-huitième Festival de Sanremo s'est tenu au Théâtre Ariston de la ville de Sanremo du 6 au 10 février 2018. Il est présenté par Claudio Baglioni, Michelle Hunziker et Pierfrancesco Favino. Le slogan de cette émission est Un giorno qualunque (N'importe quel jour).
Le Festival est divisé en deux catégories : la catégorie Campioni, composée de vingt artistes déjà connus et la catégorie Nuove Proposte où concourent huit chanteurs émergents. Le vainqueur de la catégorie Campioni possède, selon le règlement du Festival, le droit de préemption pour représenter l'Italie au Concours Eurovision de la chanson 2018.
La catégorie Nuove Proposte est remportée le 9 février par le chanteur Ultimo et sa chanson Il ballo delle incertezze. La catégorie Camioni est, pour sa part, remportée le 10 février par Ermal Meta et Fabrizio Moro et leur chanson Non mi avete fatto niente.

## Participants

### Campioni
Les vingt artistes qui concourent dans la catégorie Campioni du Festival ont été annoncés le 16 décembre 2017 lors de l'émission Sarà Sanremo 2017.
| Artiste                             | Chanson                               | Auteur(s)                                                                  |
| ----------------------------------- | ------------------------------------- | -------------------------------------------------------------------------- |
| Annalisa                            | Il mondo prima di te                  | A. Scarrone, D. Simonetta, A. Raina                                        |
| Decibel                             | Lettera dal Duca                      | S. Capeccia, E. Ruggeri, F. Muzio                                          |
| Diodato et Roy Paci                 | Adesso                                | A. Diodato                                                                 |
| Elio e le Storie Tese               | Arrivedorci                           | S. Conforti, S. Belisari, D. Civaschi e N. Fasani                          |
| Enzo Avitabile et Peppe Servillo    | Il coraggio di ogni giorno            | Pacifico, E. Avitabile, P. Servillo                                        |
| Ermal Meta et Fabrizio Moro         | Non mi avete fatto niente             | E. Meta, F. Moro, A. Febo                                                  |
| Giovanni Caccamo                    | Eterno                                | Cheope, G. Caccamo                                                         |
| Le Vibrazioni                       | Così sbagliato                        | F. Sarcina, A. Bonomo, L. Chiaravalli, D. Simonetta                        |
| Lo Stato Sociale                    | Una vita in vacanza                   | L. Guenzi, A. Gazzola, F. Draicchio, M. Romagnoli, A. Guidetti, E. Roberto |
| Luca Barbarossa                     | Passame er sale                       | L. Barbarossa                                                              |
| Mario Biondi                        | Rivederti                             | M. Biondi, G. Furnari, D. Fisicaro                                         |
| Max Gazzè                           | La leggenda di Cristalda e Pizzomunno | F. Gazzè, M. Gazzè, F. De Benedittis                                       |
| Nina Zilli                          | Senza appartenere                     | G. Angi, N. Zilli, A. Iammarino                                            |
| Noemi                               | Non smettere mai di cercarmi          | D. Calvetti, M. Pelan, V. Scopelliti, F. De Martino                        |
| Ornella Vanoni, Bungaro et Pacifico | Imparare ad amarsi                    | Bungaro, Pacifico, C. Chiodo, A. Fresa                                     |
| Red Canzian                         | Ognuno ha il suo racconto             | R. Canzian, M. Porru                                                       |
| Renzo Rubino                        | Custodire                             | R. Rubino                                                                  |
| Roby Facchinetti et Riccardo Fogli  | Il segreto del tempo                  | Pacifico, R. Facchinetti                                                   |
| Ron                                 | Almeno pensami                        | L. Dalla                                                                   |
| The Kolors                          | Frida (Mai, mai, mai)                 | D. Petrella, D. Faini, A. Raina, A. Fiordispino                            |

### Nuove Proposte
Parmi les huit artistes participants, six artistes ont été  sélectionnés lors de l'émission Sarà Sanremo 2017. Les deux autres lors de l'édition 2017 de Area Sanremo.
| Artiste           | Chanson                   | Auteur(s)                                                            |
| ----------------- | ------------------------- | -------------------------------------------------------------------- |
| Alice Caioli      | Specchi rotti             | A. Caioli, P. Muscolino                                              |
| Eva               | Cosa ti salverà           | A. Di Martino, A. Filippelli                                         |
| Giulia Casieri    | Come stai                 | G. Casieri, A. Ravasio                                               |
| Leonardo Monteiro | Bianca                    | M. Ciappelli, V. Tosetto                                             |
| Lorenzo Baglioni  | Il congiuntivo            | L. Baglioni, M. Baglioni, L. Piscopo                                 |
| Mirkoeilcane      | Stiamo tutti bene         | M. Mancini                                                           |
| Mudimbi           | Il mago                   | M. Mudimbi, A. Bonomo, M. Zangirolami, A. Bavo, F. Vaccari, P. Miano |
| Ultimo            | Il ballo delle incertezze | N. Moriconi                                                          |

## Soirées

### Première soirée

#### Campioni
Lors de cette première soirée, les vingt chansons de la catégorie Campioni sont interprétées. Un vote a également lieu. Il est composé pour 40 % du télévote italien, pour 30 % du vote d'un jury démoscopique et pour 30 % du vote de la salle de presse.
| Ordre | Artiste                             | Chanson                                | Vote                  | Vote                    | Vote           | Vote    | Place |
| Ordre | Artiste                             | Chanson                                | Salle de presse (30%) | Jury démoscopique (30%) | Télévote (40%) | Moyenne | Place |
| ----- | ----------------------------------- | -------------------------------------- | --------------------- | ----------------------- | -------------- | ------- | ----- |
| 1     | Annalisa                            | Il mondo prima di te                   | 9e                    | 3e                      | 3,83%          | 4,66%   | 8     |
| 2     | Ron                                 | Almeno pensami                         | 6e                    | 6e                      | 6,58%          | 6,272%  | 4     |
| 3     | The Kolors                          | Frida (mai, mai, mai)                  | 10e                   | 9e                      | 10,60%         | 6,54%   | 3     |
| 4     | Max Gazzè                           | La leggenda di Cristalda et Pizzomunno | 5e                    | 5e                      | 4,61%          | 6,26%   | 6     |
| 5     | Ornella Vanoni, Bungaro et Pacifico | Imparare ad amarsi                     | 4e                    | 8e                      | 4,39%          | 6,268%  | 5     |
| 6     | Ermal Meta et Fabrizio Moro         | Non mi avete fatto niente              | 2e                    | 1er                     | 21,98%         | 16,12%  | 1     |
| 7     | Mario Biondi                        | Rivederti                              | 17e                   | 11e                     | 3,45%          | 3,19%   | 15    |
| 8     | Roby Facchinetti et Riccardo Fogli  | Il segreto del tempo                   | 19e                   | 18e                     | 6,77%          | 3,81%   | 11    |
| 9     | Lo Stato Sociale                    | Una vita in vacanza                    | 1er                   | 2e                      | 4,27%          | 9,53%   | 2     |
| 10    | Noemi                               | Non smettere mai di cercarmi           | 16e                   | 4e                      | 3,09%          | 3,86%   | 10    |
| 11    | Decibel                             | Lettera dal Duca                       | 10e                   | 15e                     | 2,81%          | 3,10%   | 16    |
| 12    | Elio e le Storie Tese               | Arrivedorci                            | 18e                   | 12e                     | 1,72%          | 2,41%   | 20    |
| 13    | Giovanni Caccamo                    | Eterno                                 | 12e                   | 13e                     | 3,97%          | 3,71%   | 12    |
| 14    | Red Canzian                         | Ognuno ha il suo racconto              | 13e                   | 20e                     | 3,53%          | 2,83%   | 17    |
| 15    | Luca Barbarossa                     | Passame er sale                        | 15e                   | 10e                     | 4,93%          | 3,91%   | 9     |
| 16    | Diodato et Roy Paci                 | Adesso                                 | 3e                    | 16e                     | 2,60%          | 5,08%   | 7     |
| 17    | Nina Zilli                          | Senza appartenere                      | 19e                   | 7e                      | 1,83%          | 2,61%   | 18    |
| 18    | Renzo Rubino                        | Custodire                              | 13e                   | 19e                     | 2,78%          | 2,56%   | 19    |
| 19    | Enzo Avitabile et Peppe Servillo    | Il coraggio di ogni giorno             | 8e                    | 17e                     | 4,16%          | 3,67%   | 13    |
| 20    | Le Vibrazioni                       | Così sbagliato                         | 7e                    | 14e                     | 2,10%          | 3,61%   | 14    |

### Deuxième soirée

#### Campioni
Lors de cette deuxième soirée, dix des vingt artistes de la catégorie Campioni interprètent de nouveau leur chanson. Le système de vote est exactement identique à celui utilisé lors de la première soirée.
| Ordre | Artiste                             | Chanson                   | Vote                  | Vote                    | Vote           | Vote    | Place |
| Ordre | Artiste                             | Chanson                   | Salle de presse (30%) | Jury démoscopique (30%) | Télévote (40%) | Moyenne | Place |
| ----- | ----------------------------------- | ------------------------- | --------------------- | ----------------------- | -------------- | ------- | ----- |
| 1     | Le Vibrazioni                       | Così sbagliato            | 5e                    | 6e                      | 7,71%          | 8,44%   | 6     |
| 2     | Nina Zilli                          | Senza appartenere         | 8e                    | 2e                      | 8,88%          | 8,95%   | 5     |
| 3     | Diodato et Roy Paci                 | Adesso                    | 1er                   | 5e                      | 9,32%          | 13,26%  | 4     |
| 4     | Elio e le Storie Tese               | Arrivedorci               | 10e                   | 8e                      | 3,66%          | 4,30%   | 10    |
| 5     | Ornella Vanoni, Bungaro et Pacifico | Imparare ad amarsi        | 2e                    | 4e                      | 12,35%         | 13,94%  | 2     |
| 6     | Red Canzian                         | Ognuno ha il suo racconto | 8e                    | 10e                     | 9,59%          | 6,49%   | 9     |
| 7     | Ron                                 | Almeno pensami            | 3e                    | 3e                      | 14,96%         | 13,87%  | 3     |
| 8     | Renzo Rubino                        | Custodire                 | 7e                    | 9e                      | 9,09%          | 7,29%   | 8     |
| 9     | Annalisa                            | Il mondo prima di te      | 3e                    | 1er                     | 17,54%         | 16,10%  | 1     |
| 10    | Decibel                             | Lettera dal Duca          | 6e                    | 7e                      | 6,90%          | 7,36%   | 7     |

#### Nuove Proposte
Quatre des huit artistes de la catégorie Nuove Proposte interprètent leur chanson lors de cette soirée. Le système de vote est identique à celui avec les Campioni.
| Ordre | Artiste          | Chanson           | Vote                  | Vote                    | Vote           | Vote    | Place |
| Ordre | Artiste          | Chanson           | Salle de presse (30%) | Jury démoscopique (30%) | Télévote (40%) | Moyenne | Place |
| ----- | ---------------- | ----------------- | --------------------- | ----------------------- | -------------- | ------- | ----- |
| 1     | Lorenzo Baglioni | Il congiuntivo    | 2e                    | 2e                      | 49,91%         | 35,32%  | 1     |
| 2     | Giulia Casieri   | Come stai         | 3e                    | 3e                      | 8,17%          | 17,18%  | 4     |
| 3     | Mirkoeilcane     | Stiamo tutti bene | 1er                   | 4e                      | 25,18%         | 28,87%  | 2     |
| 4     | Alice Caioli     | Specchi rotti     | 4e                    | 1er                     | 16,74%         | 18,63%  | 3     |

### Troisième soirée

#### Campioni
Lors de cette deuxième soirée, les dix autres artistes de la catégorie Campioni interprètent de nouveau leur chanson. Le système de vote est exactement identique à celui utilisé lors de la première soirée.
| Ordre | Artiste                            | Chanson                               | Vote                  | Vote                    | Vote           | Vote    | Place |
| Ordre | Artiste                            | Chanson                               | Salle de presse (30%) | Jury démoscopique (30%) | Télévote (40%) | Moyenne | Place |
| ----- | ---------------------------------- | ------------------------------------- | --------------------- | ----------------------- | -------------- | ------- | ----- |
| 1     | Giovanni Caccamo                   | Eterno                                | 7e                    | 8e                      | 4,86           | 6,31    | 8     |
| 2     | Lo Stato Sociale                   | Una vita in vacanza                   | 1er                   | 1er                     | 7,94           | 15,63   | 2     |
| 3     | Luca Barbarossa                    | Passame er sale                       | 6e                    | 5e                      | 12,43          | 10,21   | 4     |
| 4     | Enzo Avitabile et Peppe Servillo   | Il coraggio di ogni giorno            | 5e                    | 9e                      | 6,86           | 7,00    | 7     |
| 5     | Max Gazzè                          | La leggenda di Cristalda e Pizzomunno | 2e                    | 4e                      | 7,34           | 12,08   | 3     |
| 6     | Roby Facchinetti et Riccardo Fogli | Il segreto del tempo                  | 10e                   | 10e                     | 5,49           | 3,28    | 10    |
| 7     | Ermal Meta et Fabrizio Moro        | Non mi avete fatto niente             | 3e                    | 2e                      | 41,18          | 25,38   | 1     |
| 8     | Noemi                              | Non smettere mai di cercarmi          | 8e                    | 3e                      | 2,98           | 7,34    | 6     |
| 9     | The Kolors                         | Frida (mai, mai, mai)                 | 4e                    | 6e                      | 8,71           | 9,12    | 5     |
| 10    | Mario Biondi                       | Rivederti                             | 9e                    | 8e                      | 2,21           | 3,65    | 9     |

#### Nuove Proposte
Les quatre autres artistes de la catégorie Nuove Proposte interprètent leur chanson lors de cette soirée. Le système de vote est identique à celui avec les Campioni.
| Ordre | Artiste           | Chanson                   | Vote                  | Vote                    | Vote           | Vote    | Place |
| Ordre | Artiste           | Chanson                   | Salle de presse (30%) | Jury démoscopique (30%) | Télévote (40%) | Moyenne | Place |
| ----- | ----------------- | ------------------------- | --------------------- | ----------------------- | -------------- | ------- | ----- |
| 1     | Mudimbi           | Il mago                   | 2e                    | 1er                     | 32,69%         | 31,77%  | 2     |
| 2     | Eva               | Cosa ti salverà           | 3e                    | 2e                      | 11,40%         | 18,75%  | 3     |
| 3     | Ultimo            | Il ballo delle incertezze | 1er                   | 2e                      | 48,18%         | 38,42%  | 1     |
| 4     | Leonardo Monteiro | Bianca                    | 4e                    | 4e                      | 7,73%          | 11,06%  | 4     |

### Quatrième soirée

#### Campioni
Lors de cette soirée, les vingt chanteurs de la catégorie Campioni interprètent leur chanson, mais cette fois en duo avec un invité. Le vote est composé pour 50 % du télévote italien, pour 30 % du vote de la salle de presse et pour 20 % du vote d'un jury d'experts. Le vote de la 4e soirée est cumulé aux votes des soirées précédentes pour donner une moyenne cumulée.
| Ordre | Artiste                             | Invité                                     | Chanson                               | Vote                  | Vote              | Vote           | Vote                 | Moyenne cumulée | Place |
| Ordre | Artiste                             | Invité                                     | Chanson                               | Salle de presse (30%) | Jury expert (20%) | Télévote (50%) | Moyenne de la soirée | Moyenne cumulée | Place |
| ----- | ----------------------------------- | ------------------------------------------ | ------------------------------------- | --------------------- | ----------------- | -------------- | -------------------- | --------------- | ----- |
| 1     | Renzo Rubino                        | Serena Rossi                               | Custodire                             | 8e                    | 15e               | 4,74%          | 3,94%                | 3,52%           | 10    |
| 2     | Le Vibrazioni                       | Skin                                       | Così sbagliato                        | 10e                   | 12e               | 2,41%          | 2,97%                | 3,44%           | 13    |
| 3     | Noemi                               | Paola Turci                                | Non smettere mai di cercarmi          | 15e                   | 20e               | 2,90%          | 2,05%                | 2,91%           | 14    |
| 4     | Mario Biondi                        | Ana Carolina et Daniel Jobim               | Rivederti                             | 20e                   | 15e               | 1,62%          | 0,94%                | 1,72%           | 19    |
| 5     | Annalisa                            | Michele Bravi                              | Il mondo prima di te                  | 3e                    | 9e                | 11,59%         | 9,38%                | 7,87%           | 3     |
| 6     | Lo Stato Sociale                    | Paolo Rossi et Piccolo Coro dell'Antoniano | Una vita in vacanza                   | 1er                   | 11e               | 8,77%          | 9,34%                | 9,01%           | 2     |
| 7     | Max Gazzè                           | Rita Marcotulli et Roberto Gatto           | La leggenda di Cristalda e Pizzomunno | 7e                    | 5e                | 5,86%          | 6,48%                | 6,32%           | 7     |
| 8     | Decibel                             | Midge Ure                                  | Lettera dal Duca                      | 16e                   | 15e               | 2,70%          | 2,02%                | 2,70%           | 15    |
| 9     | Ornella Vanoni, Bungaro et Pacifico | Alessandro Preziosi                        | Imparare ad amarsi                    | 6e                    | 3e                | 4,12%          | 6,61%                | 6,61%           | 5     |
| 10    | Diodato et Roy Paci                 | Ghemon                                     | Adesso                                | 2e                    | 5e                | 2,74%          | 7,03%                | 6,44%           | 6     |
| 11    | Roby Facchinetti et Riccardo Fogli  | Giusy Ferreri                              | Il segreto del tempo                  | 19e                   | 15e               | 3,01%          | 1,75%                | 2,24%           | 18    |
| 12    | Enzo Avitabile et Peppe Servillo    | Avion Travel et Daby Touré                 | Il coraggio di ogni giorno            | 13e                   | 10e               | 3,50%          | 3,34%                | 3,46%           | 12    |
| 13    | Ermal Meta et Fabrizio Moro         | Simone Cristicchi                          | Non mi avete fatto niente             | 4e                    | 2e                | 23,71%         | 17,01%               | 15,71%          | 1     |
| 14    | Giovanni Caccamo                    | Arisa                                      | Eterno                                | 12e                   | 7e                | 2,40%          | 3,54%                | 3,49%           | 11    |
| 15    | Ron                                 | Alice                                      | Almeno pensami                        | 5e                    | 1er               | 3,58%          | 7,39%                | 7,00%           | 4     |
| 16    | Red Canzian                         | Marco Masini                               | Ognuno ha il suo racconto             | 14e                   | 13e               | 2,22%          | 2,02%                | 2,53%           | 16    |
| 17    | The Kolors                          | Tullio De Piscopo et Enrico Nigiotti       | Frida (mai, mai, mai)                 | 8e                    | 8e                | 6,62%          | 5,76%                | 5,65%           | 8     |
| 18    | Luca Barbarossa                     | Anna Foglietta                             | Passame er sale                       | 11e                   | 3e                | 5,68%          | 6,42%                | 5,46%           | 9     |
| 19    | Nina Zilli                          | Sergio Cammariere                          | Senza appartenere                     | 17e                   | 13e               | 1,24%          | 1,23%                | 2,39%           | 17    |
| 20    | Elio e le Storie Tese               | Neri per Caso                              | Arrivedorci                           | 17e                   | 15e               | 0,59%          | 0,78%                | 1,53%           | 20    |

#### Nuove Proposte: Finale
Lors de cette soirée, les huit artistes de la catégorie Nuove Proposte interprètent leur chanson. Le gagnant est désigné par un vote composé pour 50 % du télévote italien, pour 30 % du vote de la salle de presse et pour 20 % du vote d'un jury d'experts. Le vote de la 4e soirée est cumulé aux votes des soirées précédentes pour donner une moyenne cumulée. Au terme du vote, Ultimo est déclaré vainqueur avec sa chanson Il ballo delle incertezze.
| Ordre | Artiste           | Chanson                   | Vote                  | Vote              | Vote           | Vote                 | Moyenne cumulée | Place |
| Ordre | Artiste           | Chanson                   | Salle de presse (30%) | Jury expert (20%) | Télévote (50%) | Moyenne de la soirée | Moyenne cumulée | Place |
| ----- | ----------------- | ------------------------- | --------------------- | ----------------- | -------------- | -------------------- | --------------- | ----- |
| 1     | Leonardo Monteiro | Bianca                    | 8e                    | 4e                | 4,70%          | 3,81%                | 4,67%           | 8     |
| 2     | Mirkoeilcane      | Stiamo tutti bene         | 1er                   | 1er               | 14,49%         | 24,87%               | 19,65%          | 2     |
| 3     | Alice Caioli      | Specchi rotti             | 6e                    | 4e                | 9,75%          | 6,85%                | 8,08%           | 5     |
| 4     | Ultimo            | Il ballo delle incertezze | 3e                    | 3e                | 28,32%         | 21,97%               | 20,59%          | 1     |
| 5     | Giulia Casieri    | Come stai                 | 5e                    | 4e                | 3,31%          | 4,31%                | 6,45%           | 7     |
| 6     | Mudimbi           | Il mago                   | 2e                    | 2e                | 18,43%         | 22,55%               | 19,22%          | 3     |
| 7     | Eva               | Cosa ti salverà           | 7e                    | 4e                | 4,90%          | 4,16%                | 6,77%           | 6     |
| 8     | Lorenzo Baglioni  | Il congiuntivo            | 4e                    | 4e                | 16,10%         | 11,48%               | 14,57%          | 4     |

### Cinquième soirée

#### Campioni: Finale
Cette soirée constitue la finale de la catégorie Campioni. Elle se divise en deux. D'abord, les vingt artistes interprètent leur chanson puis un premier vote a lieu. Les trois meilleurs classés de ce premier vote sont ensuite soumis au vote une seconde fois. Le vainqueur du second tour de vote est déclaré vainqueur du Festival. Les deux votes sont menés de manière identique à la quatrième soirée. Le vote de la 5e soirée est cumulé aux votes des soirées précédentes pour donner une moyenne cumulée.
| Ordre | Artiste                             | Chanson                               | Vote                  | Vote              | Vote           | Vote                    | Moyenne cumulée | Place |
| Ordre | Artiste                             | Chanson                               | Salle de presse (30%) | Jury expert (20%) | Télévote (50%) | Moyenne du premier tour | Moyenne cumulée | Place |
| ----- | ----------------------------------- | ------------------------------------- | --------------------- | ----------------- | -------------- | ----------------------- | --------------- | ----- |
| 1     | Luca Barbarossa                     | Passame er sale                       | 11e                   | 3e                | 9,95%          | 8,20%                   | 6,83%           | 7     |
| 2     | Red Canzian                         | Ognuno ha il racconto                 | 16e                   | 13e               | 2,07%          | 1,60%                   | 2,06%           | 15    |
| 3     | The Kolors                          | Frida (mai, mai, mai)                 | 8e                    | 10e               | 8,50%          | 6,32%                   | 5,99%           | 9     |
| 4     | Elio e le Storie Tese               | Arrivedorci                           | 19e                   | 16e               | 1,03%          | 0,74%                   | 1,14%           | 20    |
| 5     | Ron                                 | Almeno pensami                        | 7e                    | 1er               | 4,75%          | 7,27%                   | 7,13%           | 4     |
| 6     | Max Gazzè                           | La leggenda di Cristalda e Pizzomunno | 4e                    | 5e                | 6,12%          | 7,55%                   | 6,93%           | 6     |
| 7     | Annalisa                            | Il mondo prima di te                  | 6e                    | 6e                | 10,02%         | 8,75%                   | 8,31%           | 3     |
| 8     | Renzo Rubino                        | Custodire                             | 12e                   | 17e               | 2,38%          | 1,87%                   | 2,69%           | 13    |
| 9     | Decibel                             | Lettera dal Duca                      | 15e                   | 17e               | 1,74%          | 1,29%                   | 1,99%           | 16    |
| 10    | Ornella Vanoni, Bungaro et Pacifico | Imparare ad amarsi                    | 4e                    | 2e                | 4,08%          | 7,53%                   | 7,07%           | 5     |
| 11    | Giovanni Caccamo                    | Eterno                                | 13e                   | 11e               | 2,48%          | 2,49%                   | 2,99%           | 10    |
| 12    | Lo Stato Sociale                    | Una vita in vacanza                   | 1er                   | 8e                | 10,15%         | 11,98%                  | 10,50           | 2     |
| 13    | Roby Facchinetti et Riccardo Fogli  | Il segreto del tempo                  | 19e                   | 17e               | 2,08%          | 1,15%                   | 1,70%           | 18    |
| 14    | Diodato et Roy Paci                 | Adesso                                | 2e                    | 6e                | 2,80%          | 7,12%                   | 6,78%           | 8     |
| 15    | Nina Zilli                          | Senza appartenere                     | 17e                   | 11e               | 1,40%          | 1,48%                   | 1,94%           | 17    |
| 16    | Noemi                               | Non smettere mai di cercarmi          | 14e                   | 17e               | 1,60%          | 1,27%                   | 2,09%           | 14    |
| 17    | Ermal Meta et Fabrizio Moro         | Non mi avete fatto niente             | 3e                    | 4e                | 24,58%         | 17,41%                  | 16,56%          | 1     |
| 18    | Mario Biondi                        | Rivederti                             | 17e                   | 9e                | 1,00%          | 1,66%                   | 1,69%           | 19    |
| 19    | Le Vibrazioni                       | Così sbagliato                        | 8e                    | 13e               | 1,52%          | 2,21%                   | 2,82%           | 11    |
| 20    | Enzo Avitabile et Peppe Servillo    | Il coraggio di ogni giorno            | 10e                   | 13e               | 1,75%          | 2,11%                   | 2,79%           | 12    |

| Ordre | Artiste                    | Chanson                   | Vote                  | Vote              | Vote           | Vote                   | Moyenne cumulée | Place |
| Ordre | Artiste                    | Chanson                   | Salle de presse (30%) | Jury expert (20%) | Télévote (50%) | Moyenne du second tour | Moyenne cumulée | Place |
| ----- | -------------------------- | ------------------------- | --------------------- | ----------------- | -------------- | ---------------------- | --------------- | ----- |
| 3     | Ermal Meta e Fabrizio Moro | Non mi avete fatto niente | 2e                    | 2e                | 54,41%         | 42,50                  | 44,66           | 1     |
| 2     | Lo Stato Sociale           | Una vita in vacanza       | 1er                   | 3e                | 22,10%         | 27,13                  | 28,40           | 2     |
| 1     | Annalisa                   | Il mondo prima di te      | 3e                    | 1er               | 23,49%         | 30,37                  | 26,94           | 3     |

Le Festival est ainsi remporté par Ermal Meta et Fabrizio Moro et leur chanson Non mi avete fatto niente.

## Audiences
| Soirée | Date            | 1re partie      | 1re partie | 2de partie      | 2de partie | Moyenne         | Moyenne | Références |
| Soirée | Date            | Télespectateurs | PDM        | Télespectateurs | PDM        | Télespectateurs | PDM     | Références |
| ------ | --------------- | --------------- | ---------- | --------------- | ---------- | --------------- | ------- | ---------- |
| I      | 6 février 2018  | 13 776 000      | 51,40 %    | 6 624 000       | 55,40 %    | 11 603 000      | 52,10 % | [ 4 ]      |
| II     | 7 février 2018  | 11 458 000      | 46,57 %    | 5 870 000       | 52,86 %    | 9 687 000       | 47,70 % | [ 5 ]      |
| III    | 8 février 2018  | 12 657 000      | 51,06 %    | 6 146 000       | 54,48 %    | 10 825 000      | 51,60 % | [ 6 ]      |
| IV     | 9 février 2018  | 12 246 000      | 49,10 %    | 6 985 000       | 57,28 %    | 10 108 000      | 51,10 % | [ 7 ]      |
| Finale | 10 février 2018 | 13 240 000      | 54,00 %    | 10 104 000      | 69,00 %    | 12 125 000      | 58,30 % | [ 8 ]      |

## À l'Eurovision

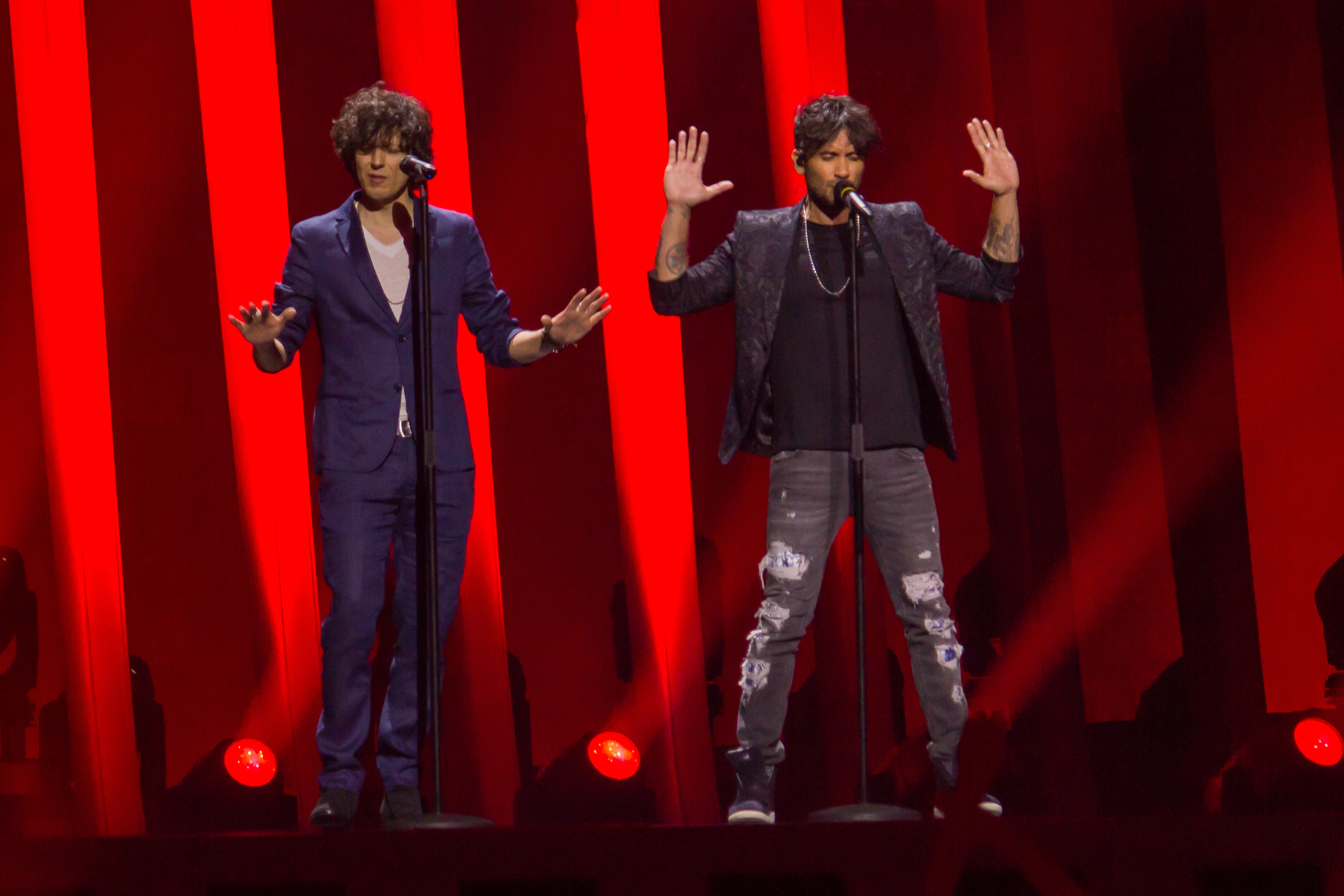
Ermal Meta et Fabrizio Moro sur scène lors de l'Eurovision 2018.

Après leur victoire, Ermal Meta et Fabrizio Moro acceptent de représenter l'Italie au Concours Eurovision de la chanson 2018 avec la chanson Non mi avete fatto niente. L'Italie faisant partie du Big Five, le duo est automatiquement qualifié pour la finale. Il y termine en cinquième position avec un total de 308 points.